# آماندا لیر
آماندا لیر (فرانسوی: Amanda Lear‎؛ زادهٔ ۱۹۳۹) خواننده، نقاش، مجری تلویزیون، بازیگر و مانکن پیشین اهل فرانسه است. «خون و عسل»، «فردا»، «ملکهٔ محلهٔ چینی‌ها»، «دنبالم بیا»، «انیگما (یک‌کم با من کنار بیا)» و «ابوالهول» از ترانه‌های معروف لیر هستند.

## زندگی حرفه‌ای
فعالیت لیر در صنعت موسیقی به سال‌های آغازین دههٔ ۷۰ میلادی بازمی‌گردد؛ زمانی که تصویر او به‌عنوان مُدل، روی جلد آلبوم‌های موسیقی گروه راکسی میوزیک چاپ می‌شد. در سال ۱۹۷۷ و با انتشار آلبوم من یک عکس هستم توجه هواداران موسیقی دیسکو به لیر جلب شد. این اولین آلبوم او بود که با همکاری و تهیه‌کنندگی آنتونی مون ضبط شده‌بود.

## زندگی شخصی
بخش‌هایی از زندگی آماندا لیر همیشه در هاله‌ای از ابهام بوده که البته خود او هم به این موضوع دامن زده‌است. به همین دلیل تا به امروز حدس‌های مختلفی وجود دارد که آیا مادر لیر انگلیسی، فرانسوی، ویتنامی یا چینی بوده یا پدرش از اهالی انگلستان، روسیه، فرانسه یا اندونزی بوده‌است. این مسئله در مورد تاریخ و محل تولد او هم صدق می‌کند و لیر ممکن است در سال ۱۹۳۹ در هانوی ویتنام یا هنگ کنگ به‌دنیا آمده باشد یا در سال ۱۹۴۱ یا در سال ۱۹۴۶. او یک‌بار هم گفته که زادهٔ ترانسیلوانیا است.
گفته شده که لیر یک ترنسکشوال است، با این‌حال او در یک مصاحبه گفته‌است که این فقط یک حقهٔ تبلیغاتی از جانب دیوید بویی بوده که می‌خواسته توجه بیشتری به سمت لیر جلب شود. ایجاد «ابهام جنسی» برای یک دورهٔ کوتاه در اوایل دههٔ ۷۰ میلادی (سال‌های گلم راک)، یک مسئلهٔ متداول بود. او با برایان فری، دیوید بویی و سالوادور دالی رابطهٔ عاشقانه داشته و برای ۱۵ سال در دههٔ ۶۰ و ۷۰ میلادی، مدل نقاشی دالی هم بوده‌است. به گفتهٔ لیر در اولین ملاقاتشان در سال ۱۹۶۵، دالی به او گفته بود: جمجمهٔ زیبایی دارد. افزون بر این‌ها لیر مدتی هم با برایان جونز (از اعضای بنیان‌گذار رولینگ استونز) در روابط عاشقانه بوده و جونز ترانهٔ «Miss Amanda Jones» را با الهام از آن رابطه نوشته‌است.